# دانشگاه بست

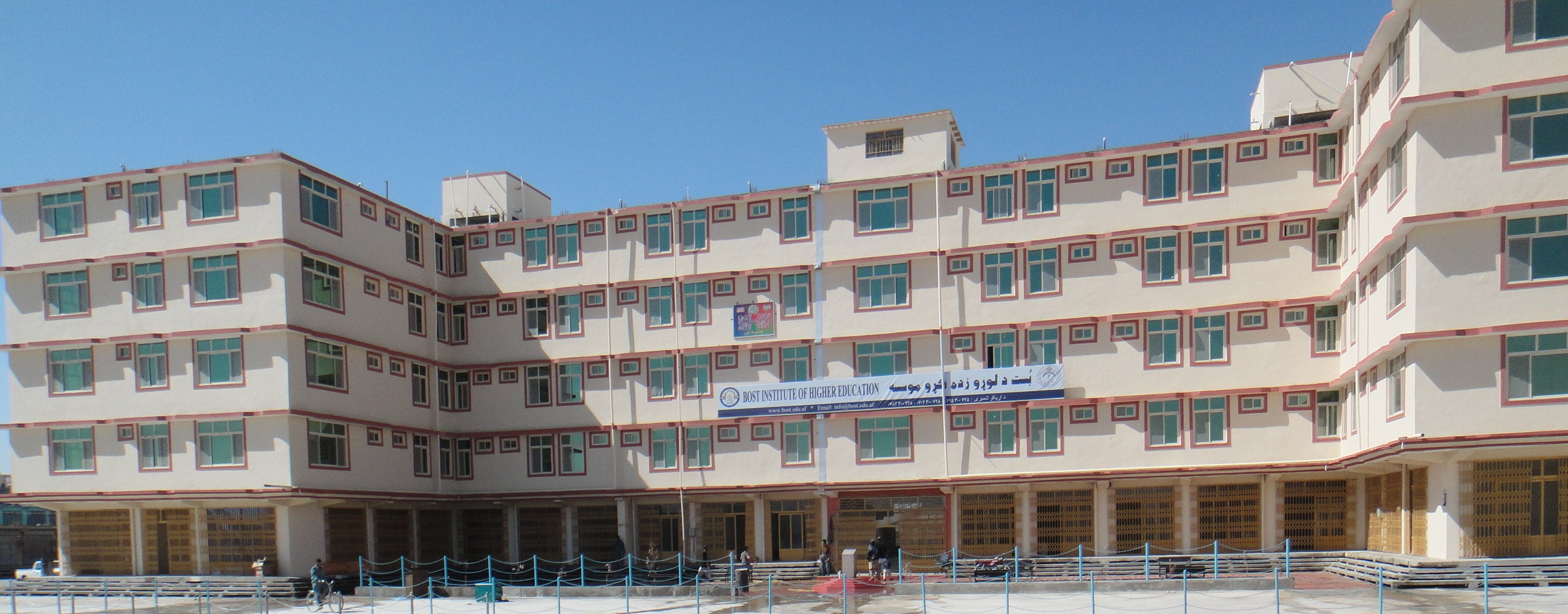
این دانشگاه یک داشنگله خصوصی است

دانشگاه بست دانشگاهی خصوصی در شهر لشکرگاه استان هلمند افغانستان است.

## پیشینه
دانشگاه بست در سال ۱۳۹۱ در شهر لشکرگاه استان هلمند تأسیس شد.